# エゴン・フランケ

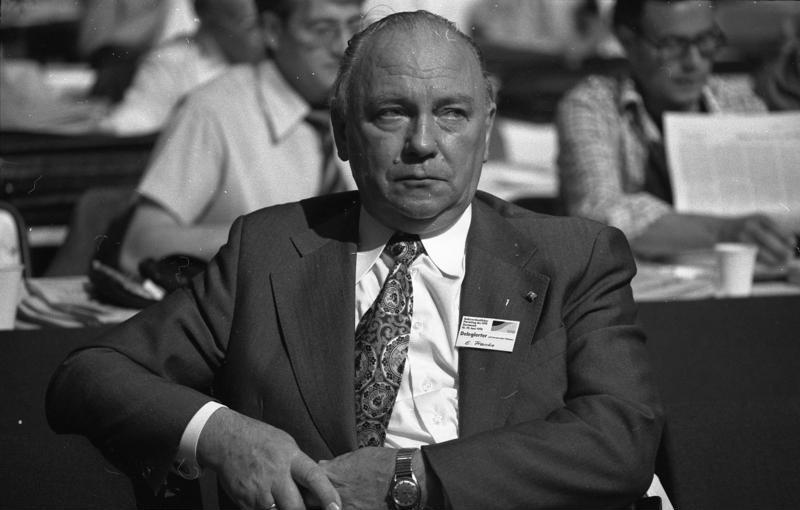
フランケ（1976年の党大会にて）

エゴン・フランケ（Egon Franke、1913年4月11日–1995年4月26日）は、ドイツ（西ドイツ）の政治家。所属政党はドイツ社会民主党（SPD）。1969年から1982年までドイツ内関係相を務めた。またヘルムート・シュミット内閣が瓦解した1982年に2週間だけ副首相を務めた。

## 経歴
ハノーファーに生まれる。国民学校を卒業後、大工の修業をしたのち、美術学校に通った。1929年にドイツ社会民主党（SPD）に入党。1933年、ハノーファー地区の社会主義労働青年団の会長を務め、逮捕される1934年まで反ナチスの抵抗組織・社会主義戦線に属した。1935年に国家反逆準備罪で懲役2年半の判決を受け、教化所に収容された。1943年から1945年まで、第999懲罰大隊で兵士として第二次世界大戦に従軍し、負傷してアメリカ軍の捕虜となった。
戦後釈放されるとハノーファー市でSPDの再建に関わる。同年から1947年までハノーファー市議会議員を務める。1946年から1947年までハノーファー州、1947年から1951年までニーダーザクセン州議会議員を務めた。1950年から1970年まで、SPDのニーダーザクセン州代表。1951年1月、補欠選挙でドイツ連邦議会議員に選出され、以後1987年まで議席を維持した。
党内では労働組合右派に属し、のちの1980年代に北大西洋条約機構（NATO）の軍備強化に関する議論が出た際は、反対する左派と激しく対立した。1960年代には党内の非大学卒・労働組合出身のグループを代表し、1964年に党執行部に選出された（1973年まで）。1966年には党連邦議会議員団副団長に選出され（1969年まで）、1967年から1969年まで連邦議会全ドイツおよびベルリン問題委員会委員長を務めた。

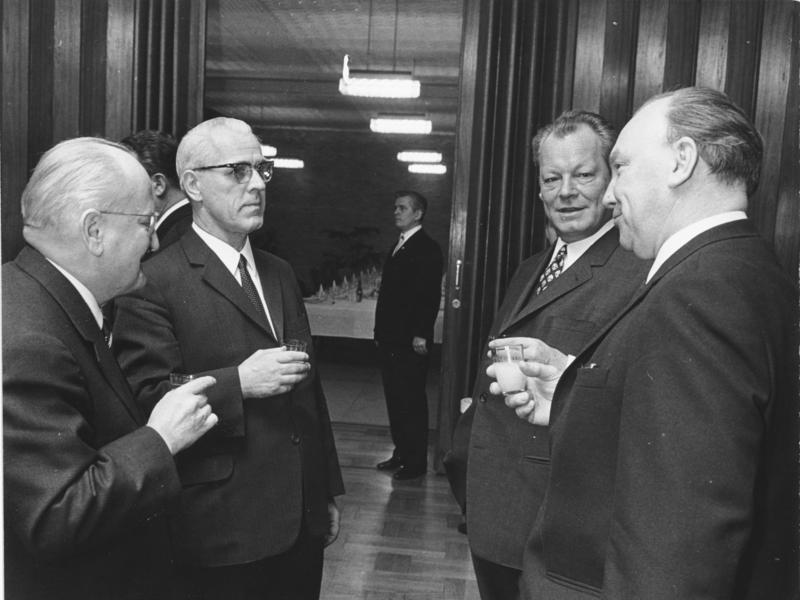
東西ドイツ首脳会談でのフランケ（右端）。左よりオットー・ヴィンツァー東ドイツ外相、ヴィリー・シュトフ東ドイツ首相、ブラント西ドイツ首相（1970年、エアフルト）

1969年のドイツ連邦議会選挙後に成立したヴィリー・ブラント内閣で、ドイツ内関係相に任命された。続くヘルムート・シュミット内閣でも同職に留まった。1982年9月、連立が崩壊し自由民主党の閣僚がシュミット内閣から去ると、フランケは副首相に任命された。間もなく建設的不信任決議でヘルムート・コール内閣が成立すると、離職した。
1983年の総選挙後、フランケはドイツ連邦議会最長老になった。長老は開会の際に演説をする特権があるが、フランケはこの特権を8ヶ月だけ年下のブラントに譲った。1987年に政界を引退し、故郷ハノーファーで死去した。2003年、ハノーファーのボートフェルト区に「エゴン・フランケ通り」が命名された。